# Moderna Museet Malmö
Moderna Museet Malmö er et museum for moderne kunst beliggende i Malmö, Sverige. Det blev indviet den 26. december 2009 og er en del af Moderna Museet, der blev grundlagt allerede i 1958, i Stockholm.
Hovedbygningen er et ombygget elektricitetsværk, der tidligere husede kunstmuseet Rooseum (1988–2006).